# Maurice Georges (homme politique, 1899-1970)
Pour les articles homonymes, voir Maurice Georges et Haute-Saône.
Maurice Georges, né le 15 septembre 1899 à Giromagny (Territoire de Belfort) et mort le 29 juillet 1970 à Lure (Haute-Saône), est un homme politique français.

## Biographie
Industriel filateur, il est député de Haute-Saône sous la IVe République de 1951 à 1958. Conseiller général du canton de Lure-Nord, il est président du Conseil général de Haute-Saône de 1953 à 1955. Il est maire de sa commune, La Côte, à la même période.